# Хуторской сельсовет (Оренбургская область)
Хуторской сельсовет — сельское поселение в Новосергиевском районе Оренбургской области Российской Федерации.
Административный центр — село Хуторка.

## История
Статус и границы сельского поселения установлены Законом Оренбургской области от 9 марта 2005 года № 1906/314-III-ОЗ «О муниципальных образованиях в составе муниципального образования Новосергиевский район Оренбургской области»

## Население
| 2010  | 2012  | 2013  | 2014  | 2015  | 2016  | 2017  |
| ----- | ----- | ----- | ----- | ----- | ----- | ----- |
| 1637  | ↘1617 | ↘1598 | ↘1593 | ↗1626 | ↘1620 | ↘1582 |
| 2018  | 2019  | 2020  | 2021  |       |       |       |
| ↗1583 | ↘1571 | ↘1555 | ↘1535 |       |       |       |

## Состав сельского поселения
| № | Населённый пункт | Тип населённого пункта       | Население |
| - | ---------------- | ---------------------------- | --------- |
| 1 | Васильевка       | село                         | 156       |
| 2 | Малахово         | посёлок                      | 175       |
| 3 | Сузаново         | село                         | 735       |
| 4 | Хуторка          | село, административный центр | 571       |